# Psałterz Melisandy
Psałterz Melisandy – bogato iluminowany manuskrypt z XII wieku, zawierający łaciński psałterz. Wykonany został około 1135 roku w skryptorium Bazyliki Grobu Świętego dla królowej jerozolimskiej Melisandy. Stanowi jeden z najbardziej reprezentatywnych przykładów sztuki krzyżowców. Obecnie znajduje się w zbiorach British Library (sygnatura Egerton MS 1139).
Spisana na pergaminie księga ma wymiary 215×145 mm (z oprawą 220×145 mm) i liczy 218 kart. Pierwsze 12 kart manuskryptu zajmują 24 iluminacje z przedstawieniem scen nowotestamentowych, których wykonawca podpisał się na zakończeniu cyklu jako Basilius. Karty 13-19 zajmuje kalendarz z wizerunkami znaków zodiaku. Ilustracje zdobiące psałterz utrzymane są zasadniczo w stylu romańskim, silnie widoczny jest jednak wpływ malarstwa bizantyjskiego. Karty 23-177 zawierają psałterz ze zdobnymi inicjałami, w których krzyżują się motywy zdobnicze zachodnie i islamskie. Zamykające księgę karty 177-218 zawierają różnorakie modlitwy do świętych, zdobione portretami świętych wzorowanymi na stylu Basiliusa. Okładziny księgi zostały wykonane z kości słoniowej z dodatkiem turkusu. Przedstawiono na nich sceny z życia Dawida oraz Psychomachii Prudencjusza.
Dzieje Psałterza są nieznane, w nieustalonych okolicznościach trafił on do La Grande Chartreuse, gdzie znajdował się na początku XIX wieku. Około 1840 roku trafił w ręce Ambroise Comarmonda, dyrektora Musée des beaux-arts w Lyonie, a następnie do bibliofila Guiglielmo Libri, który odsprzedał go antykwariuszom Payne'owi i Fossowi. W listopadzie 1845 roku manuskrypt zakupiła Biblioteka Brytyjska.